# Балабаново
Балаба́ново — місто (з 1972) районного підпорядкування в Боровському районі Калузької області. Розташоване в північній частині Калузької області, за 96 км від Москви по трасі М3.
Утворює однойменне муніципальне утворення місто Балабаново зі статусом міського поселення як єдиний населений пункт у його складі.
Населення — 25 608 жителі (2018 рік). Балабаново — найбільше місто району.